# 20014 Annalisa
20014 Annalisa este o planetă minoră (asteroid), cu un diametru de 4,441 km, din centura de asteroizi. A fost descoperită pe 13 septembrie 1991 la Observatorul Palomar de Henry E. Holt și a fost numită după Annalisa. 
Obiectul prezintă o orbită caracterizată de o semiaxă mare de 2,5999685 UAi, o excentricitate de 0,24, o înclinație de 12,2721 ° în raport cu ecliptica.